# Autechre
Autechre est un duo de musique électronique anglais composé de Rob Brown et de Sean Booth, tous deux originaires de Rochdale, dans le Grand Manchester. Formé en 1987, Autechre figure parmi les principaux représentants du label britannique Warp Records, sur lequel sont sortis tous ses albums, à commencer par Incunabula, en 1993. Le duo retient pour la première fois l'attention lors de son apparition sur Artificial Intelligence, une compilation de 1992, publiée par Warp.
Influencée par des styles tels que l'electro, le hip-hop, l'acid house et la musique concrète, la musique d'Autechre évolue au cours du temps : caractérisée par une techno mélodique au début, elle est souvent considérée par la suite comme abstraite et expérimentale, avec une production générée par des algorithmes complexes et peu de conventions stylistiques. Les œuvres d'Autechre sont le plus souvent associées au genre de musique électronique appelé intelligent dance music (IDM).

## Prononciation et origine du nom du groupe
Brown et Booth précisent que le nom Autechre peut se prononcer de la façon que les gens préfèrent, eux-mêmes le prononçant plutôt « awe-teh-ker » (/ɔː.tʰɛ.kʰɚ/, approximativement « hottais que » ou « hottais cœur ») : « Les deux premières lettres étaient intentionnelles car il y avait le son 'ao' ('au' en anglais) dans le morceau sur lequel nous travaillions alors, et les lettres restantes furent tapées au hasard sur le clavier. On a gardé ce titre de morceau pendant des années, il était écrit sur une cassette, avec quelques visuels. Ça rendait bien, alors on a commencé à s'en servir comme nom ».

## Biographie

### Débuts (1987-1992)
Brown et Booth se rencontrent à travers la scène graffiti de Manchester en 1987, alors qu'ils vivent tous les deux à Rochdale. Fortement influencés par l'electro et la house, ils commencent à partager des mixtapes avant de créer leurs propres compositions tout en rassemblant une poignée d’équipements peu coûteux, notamment un échantillonneur Casio SK-1 (en) et une boîte à rythmes Roland TR-606. Leur première sortie, sous l'alias Lego Feet, est un vinyle au format 12" qui paraît chez Skam Records en 1991. Le nom d'Autechre apparaît pour la première fois en décembre de la même année, sur le single Cavity Job, sorti sur le label Hardcore Records. L'année suivante, le nom "Autechre" est définitivement adopté ; deux titres du duo figurent sur la compilation de Warp Records intitulée Artificial Intelligence, le premier album de la série du même nom. Parmi ces deux titres figure The Egg, qui sera retravaillé pour figurer sur le premier album du groupe sous l'appellation Eggshell.

### IncunabulaetAmber(1993–1994)
En 1993, Autechre sort son premier album, Incunabula, qui remporte un succès inattendu et atteint la première place du UK Indie Chart. L'album prend clairement ses racines dans la techno et l'electro, mais fait également allusion à la richesse rythmique et aux percussions accordées qui deviendront plus tard une caractéristique importante de leur œuvre. Incunabula est suivi en 1994 d'un EP de remixes d'un des titres de l'album, Basscadet, avec des images animées pour la version "Bcdtmx" créées par Jess Scott-Hunter. Ce clip vidéo est diffusé lors de l'émission Party Zone de MTV Europe en même temps qu'une interview du duo en septembre de la même année. En 1994, Warp publie Amber. Cet album présente une approche plus ambient, avec moins de percussions que le précédent[réf. nécessaire]. Dans une interview accordée à Pitchfork Media en 2008, Rob Brown estime que Incunabula et Amber sonnent rétrospectivement « mielleux ». Brown a par la suite précisé qu'« ils étaient peut-être plus simples, mais pas d'une manière merdique ».
L'Anti EP, publié peu de temps avant Amber est, à ce jour, la seule sortie d'Autechre à avoir un objectif explicite : il s'agit d'une protestation contre la loi de 1994 sur la justice pénale et l'ordre public au Royaume-Uni, qui interdit les raves, définies comme « tout rassemblement de neuf personnes ou plus, où de la musique rave est jouée ». La musique rave est alors définie comme une musique qui « comprend des sons totalement ou principalement caractérisés par l'émission d'une succession de battements répétitifs ». Sur le disque est imprimé un avertissement légal : « [le morceau] "Flutter" est composé de manière à ce qu'aucune mesure ne contienne des temps identiques et peut donc être joué à 45 ou 33 RPM en vertu de la nouvelle loi proposée. Cependant, nous conseillons aux DJs d’avoir un avocat et un musicologue présents à tout moment pour confirmer le caractère non répétitif de la musique en cas de harcèlement de la part de la police ».

### Tri Repetae,Chiastic Slide, etLP5(1995–1999)
En 1995, sortent les EP Garbage et Anvil Vapre, avant le troisième album du duo, Tri Repetae. La pochette de ce dernier est réalisée par l'agence de design basée à Sheffield, The Designers Republic, avec laquelle Autechre collabore de longue date. Tri Repetae et ces deux EP sont commercialisés aux États-Unis dans un ensemble de deux disques intitulé Tri Repetae ++. Un clip vidéo est réalisé pour le morceau Second Bad Vilbel d'Anvil Vapre par le vidéo-plasticien anglais Chris Cunningham. Il présente des plans rapides de machines industrielles et de mouvements robotiques, synchronisés avec la musique. Cunningham retravaillera la vidéo en 2002, déçu par l'original : « C'était censé être complètement abstrait, mais cela n'a pas tout à fait fonctionné de cette façon ». Toujours en 1995, le morceau Nonima figure dans Mind The Gap Volume 5, une compilation belge de musique électronique. Un single intitulé We R Are Why est disponible à l'achat lors de certains concerts et par voie postale en 1996.
En 1997, Autechre publie l'album Chiastic Slide et les EP Envane et Cichlisuite (qui se prononce "sickly sweet"). Ce dernier consiste en cinq versions remixées du titre Cichli, issu de Chiastic Slide. Radio Mix sort également en 1997 : c'est un rare enregistrement promotionnel paru sur CD, qui contient un mix d'une heure de morceaux d'autres artistes, certains remixés par Autechre, ainsi qu'une brève interview éditée au point d'être parfois incompréhensible.
Un disque sans titre (généralement désigné sous le nom de LP5 ou tout simplement Autechre) suit en 1998. Il est considéré comme une œuvre de transition. Robert Brown déclare en 2005 que « beaucoup de gens l’ont vu comme un album charnière, car il fait le lien entre les gars qui ont aimé nos vieux trucs et ceux qui ont été entraînés dans nos nouveaux trucs ».
1999 voit la sortie d'un EP de morceaux enregistrés en 1995 au cours de leur première Peel Session ; d'un disque promo distribué uniquement en vinyle, Splitrmx12, ainsi qu'EP7 que le duo classe comme un EP malgré sa durée dépassant une heure.

### Confield,Draft 7.30, etUntilted(2000–2007)

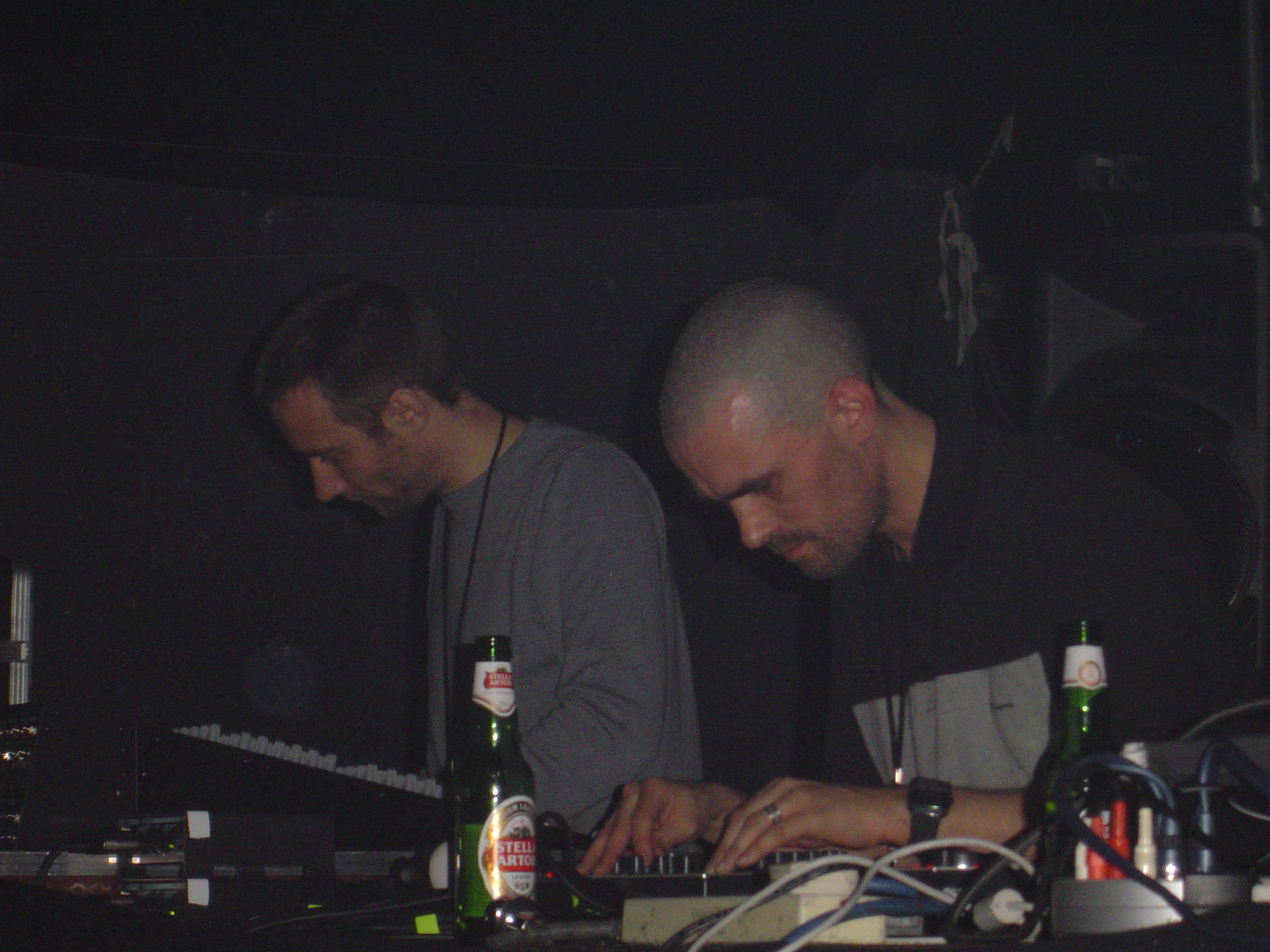
Autechre en live

Le nouveau millénaire voit Autechre évoluer vers une musique toujours plus abstraite et expérimentale, à l'image de Confield (2001), Gantz Graf (2002) et Draft 7.30 (2003). Le morceau-titre de Gantz Graf inspire une vidéo emblématique à l'artiste visuel Alex Rutterford (en), présentant un objet (ou une agglomération d'objets) synchronisé avec la musique, qui se transforme, vibre, secoue et finit par se dissoudre. Rutterford, qui a précédemment créé une vidéo non officielle pour le morceau Eutow de Tri Repetae dans le cadre d'un programme musical de Channel 4 en 2001, déclare que l'idée de la vidéo de Gantz Graf lui vient au cours d'un de ses trips au LSD. Le deuxième EP des Peel Sessions paraît également en 2002, contenant quatre morceaux diffusés en 1999, nommés par John Peel lui-même. Autechre publie deux albums en collaboration avec le collectif Hafler Trio (en) d'Andrew M. McKenzie au cours des trois années suivantes.
Les réactions des critiques professionnels et des fans à la sortie de Confield sont mitigées, bien que généralement positives. Sean Booth déclare en 2004 que « la plupart des compositions de Confield sont issues d'expérimentations avec le logiciel Max qui n'étaient pas vraiment destinées à un environnement comme un club ». En revanche, l'album Draft 7.30 de 2003 est considéré par certains comme un enregistrement plus facile d'accès. Booth déclare dans une interview autour de la sortie de Draft 7.30 : « Nous ne sommes plus autant limités par le rythme que lorsque nous avons commencé. Maintenant, nous l'avons intégré, nous nous y sentons à l'aise et pouvons être plus expressifs ».
Untilted, le huitième album du duo, sort en 2005. Il conserve à peu près le son des deux précédents albums, bien que certains morceaux évoluent beaucoup au cours de leur développement, alternant passages ambient et beats précis et fortement édités, comme sur Section Ipaciale. Le dernier morceau, Sublimit, atteint seize minutes. C'est le plus long morceau d’Autechre à figurer sur l’un de ses albums jusqu’en 2016 et elseq 1–5 (en). La sortie d'Untilted est suivie par une tournée de deux mois qui amène le groupe en Europe, aux États-Unis et au Japon, et les éloigne du travail en studio pendant une durée inhabituelle. De plus, le duo revoit totalement la configuration de son studio d'enregistrement. En conséquence, trois années s'écoulent entre la sortie de Untilted et l'album suivant, Quaristice.

### Quaristice,Oversteps, etExai(2008–2013)
Quaristice sort au début de l'année 2008. Alors que Untilted se limite à huit morceaux, ce nouvel album en contient vingt, soit plus que tout autre album d'Autechre. Il est suivi peu après de l'EP Quaristice.Quadrange.ep.ae, disponible uniquement en téléchargement, ainsi que de trois titres publiés exclusivement sur l'iTunes Store japonais. Ce qui porte à plus de cinq heures la durée totale de la musique commercialisée au cours de la période. Le titre Perlence Subrange 6-36, d'une durée de presque une heure, conclut l'EP. Chaque morceau de Quaristice est issu de longues sessions improvisées entre Booth et Brown, dont certaines sont publiées dans des versions plus longues sur Quadrange.ep.ae. Quaristice est disponible en téléchargement sur bleep.com aux formats FLAC et MP3 le 29 janvier 2008. Il est édité sur support physique le 3 mars 2008. Dans une interview, Sean Booth déclare que « le véritable produit est le fichier FLAC — mais je ne vois aucun inconvénient à ce que certains désirent posséder quelque chose qu'ils puissent tenir ». L'album est également édité dans un coffret de deux CDs, dont le deuxième contient des versions alternatives de 11 morceaux de Quaristice, intitulées Quaristice (Versions). Cette édition limitée à 1 000 exemplaires est emballée dans un boîtier en acier gravé. Elle est épuisée dans les 12 heures suivant son annonce.
Le 13 janvier 2010, Warp Records annonce Oversteps, le dixième album d'Autechre. Initialement prévu pour mars, il est proposé un mois plus tôt en format numérique sur Bleep.com à l'attention de ceux qui l'ont précommandé. Les éditions CD et vinyle sont lancées le 22 mars 2010. Une tournée européenne de deux mois a lieu en soutien de l'album, suivie de quelques lives au Japon et en Australie, pays dans lequel Autechre ne s'était pas rendu depuis 15 ans. Le duo compile ensuite un mix pour le magazine FACT, qui paraît en février de la même année et se compose de morceaux d'artistes tels que J Dilla et Necrophagist. Le 25 mai 2010, Warp Records annonce Move of Ten, un EP composé de dix pistes, parallèlement à la sortie d'Oversteps. Les sorties physique et numérique ont lieu le 12 juillet 2010.
En avril 2011, un coffret intitulé EPs 1991–2002 (en) (n'incluant pas Move of Ten) est publié, avec des visuels de Designers Republic. Il comprend une copie inédite sur CD du premier EP d'Autechre, Cavity Job. Dans le cadre du concert de bienfaisance "Made in Japan" destiné aux victimes du séisme de 2011 de la côte Pacifique du Tōhoku, un morceau de onze minutes baptisé 6852 est dévoilé, possiblement issu d'un précédent enregistrement live.
Le onzième album studio, intitulé Exai, sort en double CD et coffret vinyle le 5 mars 2013, après avoir été disponible en téléchargement sur le site web officiel du groupe dès le 14 février 2013, à l'occasion de la Saint-Valentin. Le 17 septembre 2013, le duo annonce son 14ème EP, L-Event, qui paraît le 28 octobre 2013.

### AENA tour,AE_LIVE,elseq 1–5etNTS Sessions(2014-2020)
En 2015, le duo se lance dans une tournée à travers l'Amérique du Nord, markétée sous le nom de « AENA ». La tournée est officiellement annoncée sur le site web de Warp Records le 25 mai 2015. Le 29 octobre, les membres de la liste de diffusion d'Autechre reçoivent l'autorisation, sur invitation, de télécharger un enregistrement live du duo intitulé AE_LIVE (en), d'une durée de 4 heures, issue d'une série de lives qui ont lieu en 2014. Le 1er novembre 2015, l'ensemble est disponible sur Bleep.com.
Le 19 mai 2016, le douzième album studio, elseq 1–5 (en), est disponible en téléchargement. L'album n'étant pas commercialisé sur support physique, il s'agit du premier album exclusivement numérique d'Autechre.
Le 6 avril 2018, un livestream de nouvelles compositions d'Autechre est diffusé sur NTS Radio. Cette diffusion se poursuit au cours du mois d'avril à raison d'une fois par semaine. Ces sessions, totalisant 8 heures de musique inédite, sont publiées aux formats physique et numérique sous le titre NTS Sessions 1-4. Les livestreams coïncident avec l’annonce de concerts au Japon et en Australie, y compris la toute première performance du groupe en Tasmanie au festival Dark MOFO (en).

### SIGN etPLUS(depuis 2020)
Le 1er septembre 2020, Warp Records demande aux fans de s'inscrire à la newsletter de Autechre. Le groupe annonce le lendemain la sortie de leurs nouvel album SIGN, qui sort le 16 octobre 2020.
Moins de deux semaines plus tard, le 28 octobre, Autechre annonce par surprise la sortie de PLUS.

## Influences
De nombreuses influences sont perceptibles dans la musique d'Autechre. Les racines du duo dans les domaines du graffiti, de la musique electro et hip-hop – qui s'exprime de façon parfois voilée, parfois explicite, même dans des travaux récents –, et de la culture b-boy en général, sont évidentes. Dans une critique d'Oversteps, The Wire souligne que le morceau Treale est « un rappel de ce que Booth et Brown ont appris quand ils étaient des adolescents b-boys ». À mesure que la musique et la configuration de studio d'Autechre évoluent, les critiques commencent à noter des influences de plus en plus éloignées ; des expérimentations dans la synthèse algorithmique et générative, dans la musique concrète et la synthèse FM leur ont apporté des comparaisons avec Iannis Xenakis, Karlheinz Stockhausen et Bernard Parmegiani de la part de critiques tels que Paul Morley. Autechre cite aussi Coil comme une influence majeure, avec qui une collaboration inachevée a lieu autour de la sortie de LP5 et EP7. Un critique du Washington Post estime qu'Autechre crée « une partie de la musique la plus compliquée que l'on puisse jamais espérer engloutir » et est « reconnu comme un des pionniers de la musique expérimentale ».

## Méthode
Autechre, influencé par la techno des débuts, utilise beaucoup de synthétiseurs analogiques dans ses productions. Le groupe utilise aussi des boites à rythmes et des samplers, ainsi que de nombreux logiciels de séquençage, de mixage et de programmes leur permettant de contrôler leurs synthés. Autechre a utilisé des environnements de programmation musicale comme Max/MSP, SuperCollider et Kyma, qui leur permettaient de créer leurs propres programmes.
En 2005, pour leurs performances live, ils utilisent entre autres une boite à rythmes Machinedrum SPS-1 UW et un synthétiseur Monomachine tous deux de la marque suédoise Elektron.
Autechre a souligné que « [leur] façon de faire de la musique implique l’utilisation de nouvelles techniques sur de vieux équipements, leurs sons viennent plus de la combinaison des outils et des techniques, que de la simple utilisation d’une machine seule ». Les autres machines que le groupe a régulièrement citées dans ses interviews sont la Roland TR-606, la Roland MC-202 et le synthétiseur numérique Nord Lead.
En réponse aux commentaires sur leur « son unique », Autechre explique qu’il y a un nombre extraordinaire d’outils disponibles pour les compositeurs, notamment dans la musique électronique, et que par conséquent il est incompréhensible que certains groupes sonnent de la même façon que d’autres. On peut comprendre en substance à travers les différentes interviews accumulées depuis plusieurs années que le son Autechre est en quelque sorte un mélange de techniques, d'outils et d'instruments nouveaux et anciens.

## Discographie

### Albums
- 1993 : Incunabula
- 1994 : Amber
- 1995 : Tri Repetae
- 1997 : Chiastic Slide
- 1998 : LP5
- 2001 : Confield
- 2003 : Draft 7.30
- 2005 : Untilted
- 2007 : Quaristice
- 2010 : Oversteps
- 2013 : Exai
- 2016 : Elseq 1-5
- 2018 : NTS Sessions 1-4
- 2020 : SIGN
- 2020 : PLUS

Tri Repetae fut édité aux États-Unis sous le titre Tri Repetae++, avec les maxis Garbage et Anvil Vapre sur un second disque. L'édition japonaise comprenait quant à elle une piste exclusive intitulée « Medrey ». En outre, le titre LP5 n'est donné que par convention, car l'album n'en comporte aucun.

### Maxis
- 1994 : Anti EP
- 1995 : Garbage (combiné avec Tri Repetae dans l'édition Tri Repetae++)
- 1995 : Anvil Vapre (combiné avec Tri Repetae dans l'édition Tri Repetae++)
- 1997 : Envane
- 1997 : Cichli Suite (également Cichlisuite)
- 1998 : Peel Session (enregistrements réalisés pour l'émission de radio de la BBC de John Peel en 1995)
- 1999 : EP7 (le disque dure une heure, mais combine deux vinyles intitulés EP 7.1 et EP 7.2)
- 2001 : Peel Session 2 (enregistrements réalisés pour l'émission de radio de la BBC de John Peel en 1999)
- 2001 : Gantz Graf (également sorti comme DVD)
- 2003 : æ3o and h3æ (2 CD Minimax, collaboration avec Hafler Trio)
- 2005 : æo3 and 3hæ (2 CD, collaboration avec Hafler Trio)
- 2010 : Move of Ten (sortie le 12 juillet 2010[31])
- 2011 : EPs 1991 - 2002 (ensemble de 5 CD ; inclut Cavity Job, publié sur CD pour la première fois)
- 2013 : L-Event

### Singleset divers
- 1991 : Cavity Job (12" vinyle tiré à 1 000 exemplaires)
- 1993 : Basscadet (cinq remixes — six sur vinyle – de « Basscadet » d'Incunabula, parfois nommé Basscad ou Basscad EP)
- 1996 : We R Are Why / Are Y Are We? (12" vinyle promotionnel)
- 1997 : Radio Mix (remix d'une heure de pistes du groupe ou d'autres artistes)
- 1999 : Splitrmx12 (12" vinyle promotionnel tiré à 3 000 exemplaires
- 2003 : IV VV IV VV VIII (CD promotionnel tiré pour Draft 7.30)

### Compilations
- 1992 : Artificial Intelligence (compilation du label Warp Records) :
  - « Crystel »
  - « The Egg »
- 1994 : Artificial Intelligence II (compilation du label Warp Records) :
  - « Chatter »
- 1997 : Headz : A Soundtrack Of Experimental Beathead Jams (compilation du label Mo' Wax) :
  - « Lowride »
- 1998 : We Are Reasonable People (compilation du label Warp Records) :
  - « Stop Look Listen »

### Remixes
Autechre a également réalisé une quarantaine de remixes, de Tortoise à Merzbow ou Saint Étienne.

### Collaborations
- 1997 : aire kawaiya (アイレ可愛や) sur l'album Amu Onna (編む女) de Mari Hamada (濱田マリ)
- 2007 : Bronchus One.1 sur An Anthology of Noise & Electronic Music: Second a-chronology 1936 - 2003 chez Sub Rosa
- 2007 : æ3o & h3æ : The Hafler Trio & autechre chez Die Stadt